# Aegocinexocentrus tippmanni
Aegocinexocentrus tippmanni is een keversoort uit de familie van de boktorren (Cerambycidae). De wetenschappelijke naam van de soort is voor het eerst geldig gepubliceerd in 1957 door Stephan von Breuning.